# Esquive
En sports de combat et arts martiaux, l’esquive est un mouvement défensif permettant d’éviter l’offensive adverse. Elle consiste à un déplacement (retrait) de tout ou d’une partie du corps. On parle d’ « esquive partielle » (mouvement de tronc ou de déplacement d’un seul appui) et d’ « esquive complète » (déplacement de deux appuis). 

Synonyme : « évitement ».

Habituellement, elle est l’apanage des combattants expérimentés et la forme de défense par excellence (elle assure une sécurité maximale). Lorsqu’elle est bien organisée elle permet des ripostes efficaces. Les « esquiveurs » sont très appréciés par le public au même titre que les combattants physiquement engagés.

## En boxe
On trouve six formes usuelles d’esquive : 
- la flexion latérale (inclinaison du tronc ou désaxage),
- l’esquive en torsion (retrait par rotation du tronc et extension dorsale),
- l’esquive par-dessous (verticale ou rotative),
- le retrait de buste en arrière (par extension dorsale),
- le pas de côté (décalage, en anglais « side-step »),
- et le pas de retrait (déplacement en arrière, en anglais « back-step »).

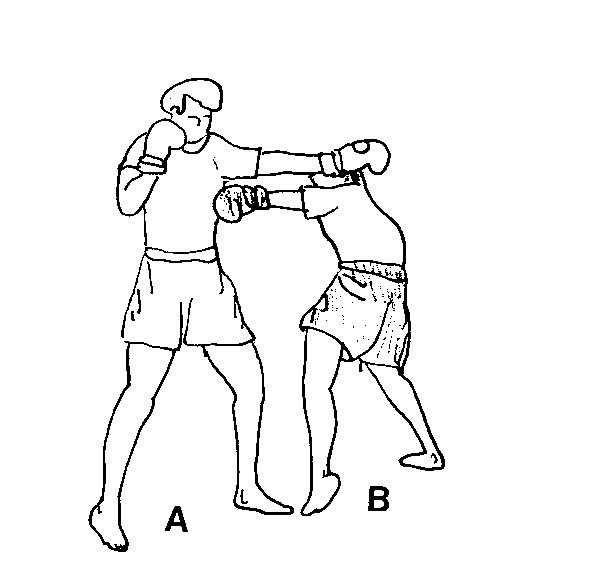
Coup de contre avec retrait latéral de buste
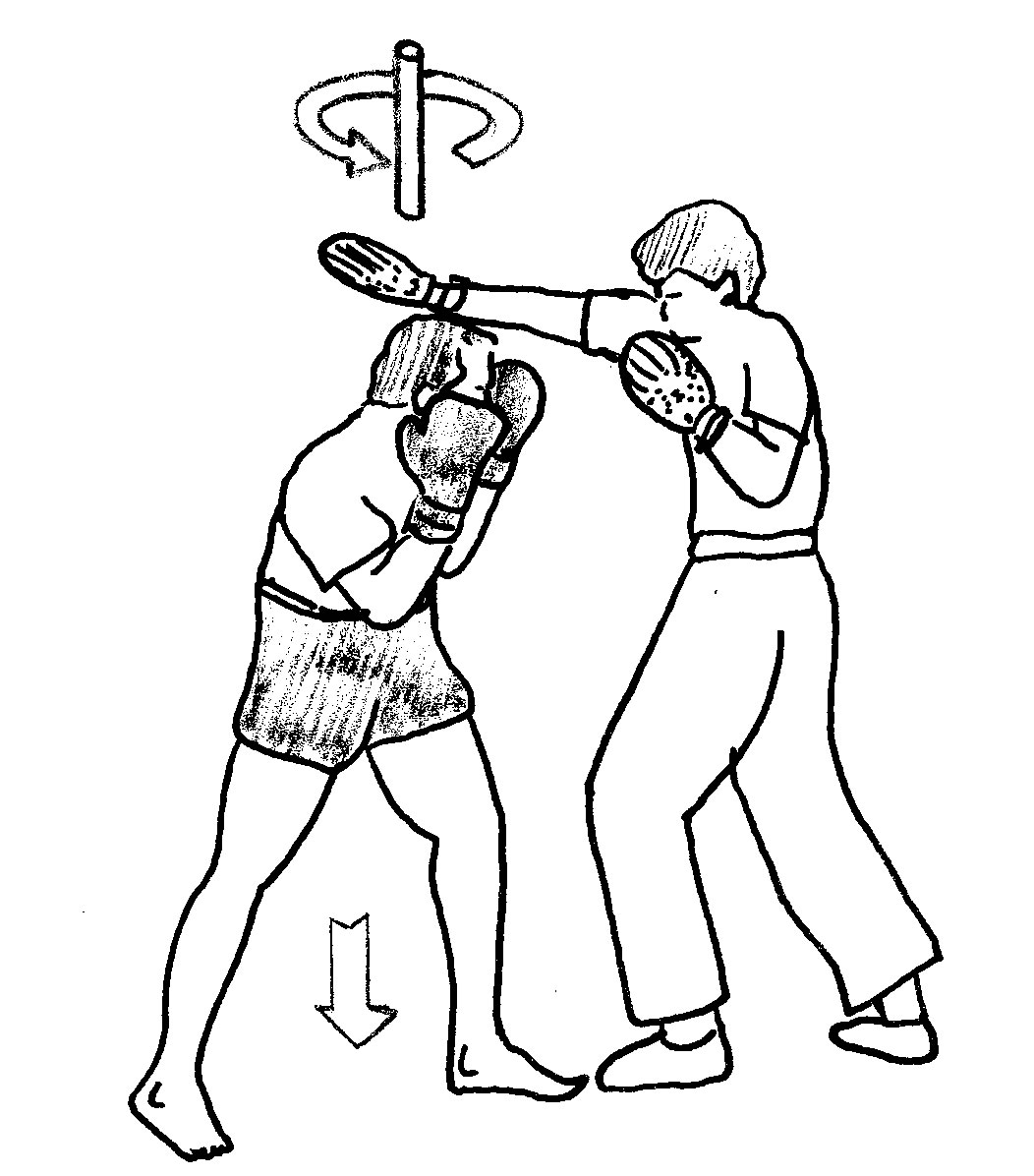
Retrait par abaissement
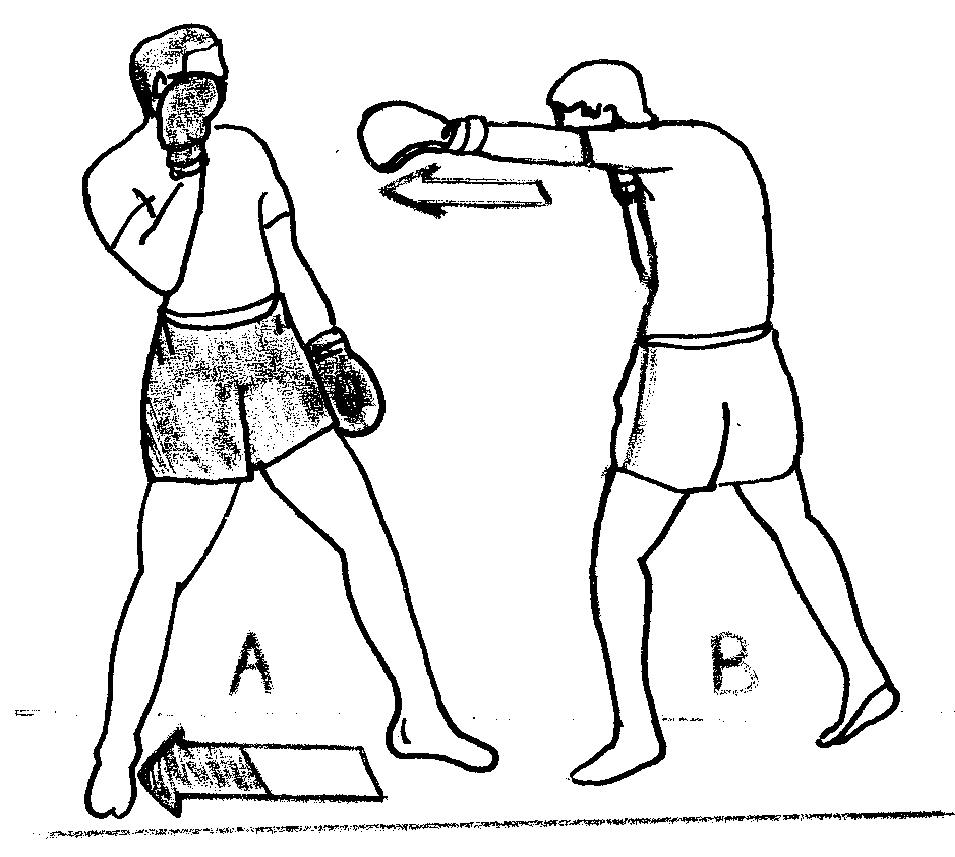
Pas de retrait
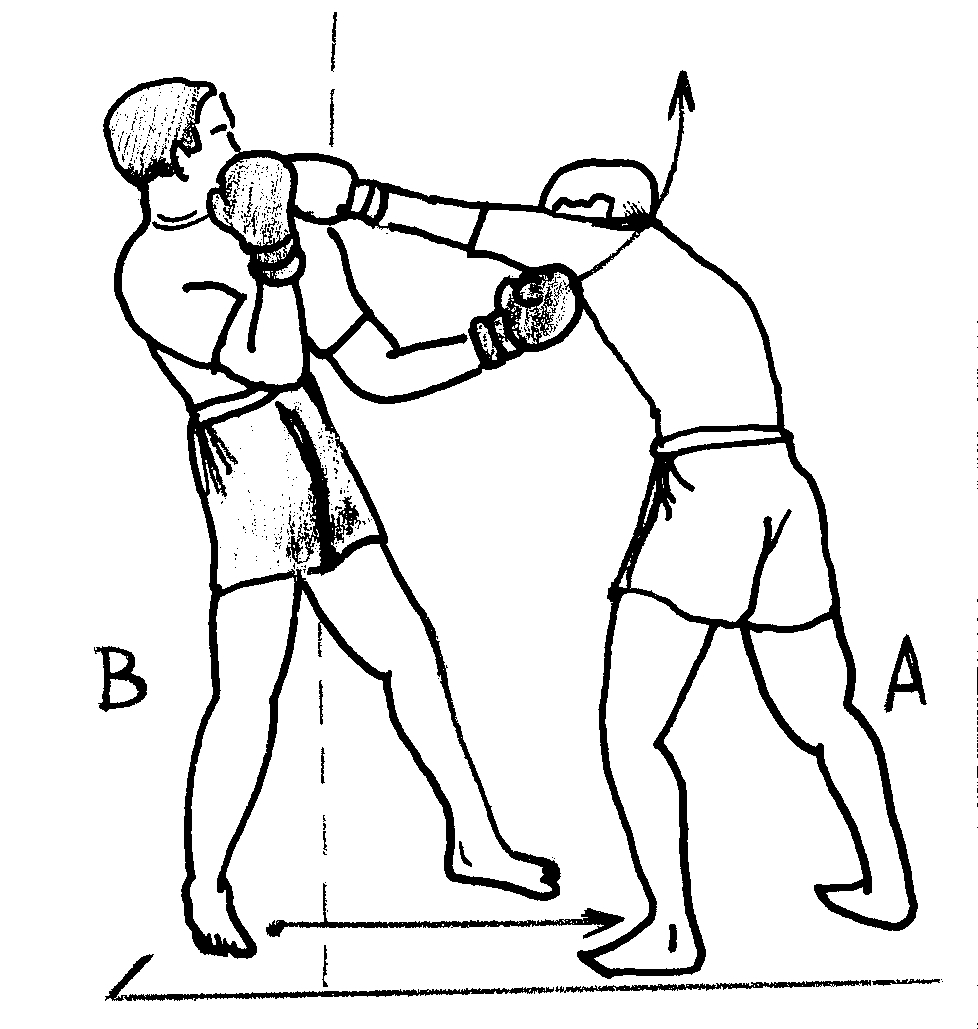
Retrait de buste en arrière